# Provincias de Prusia

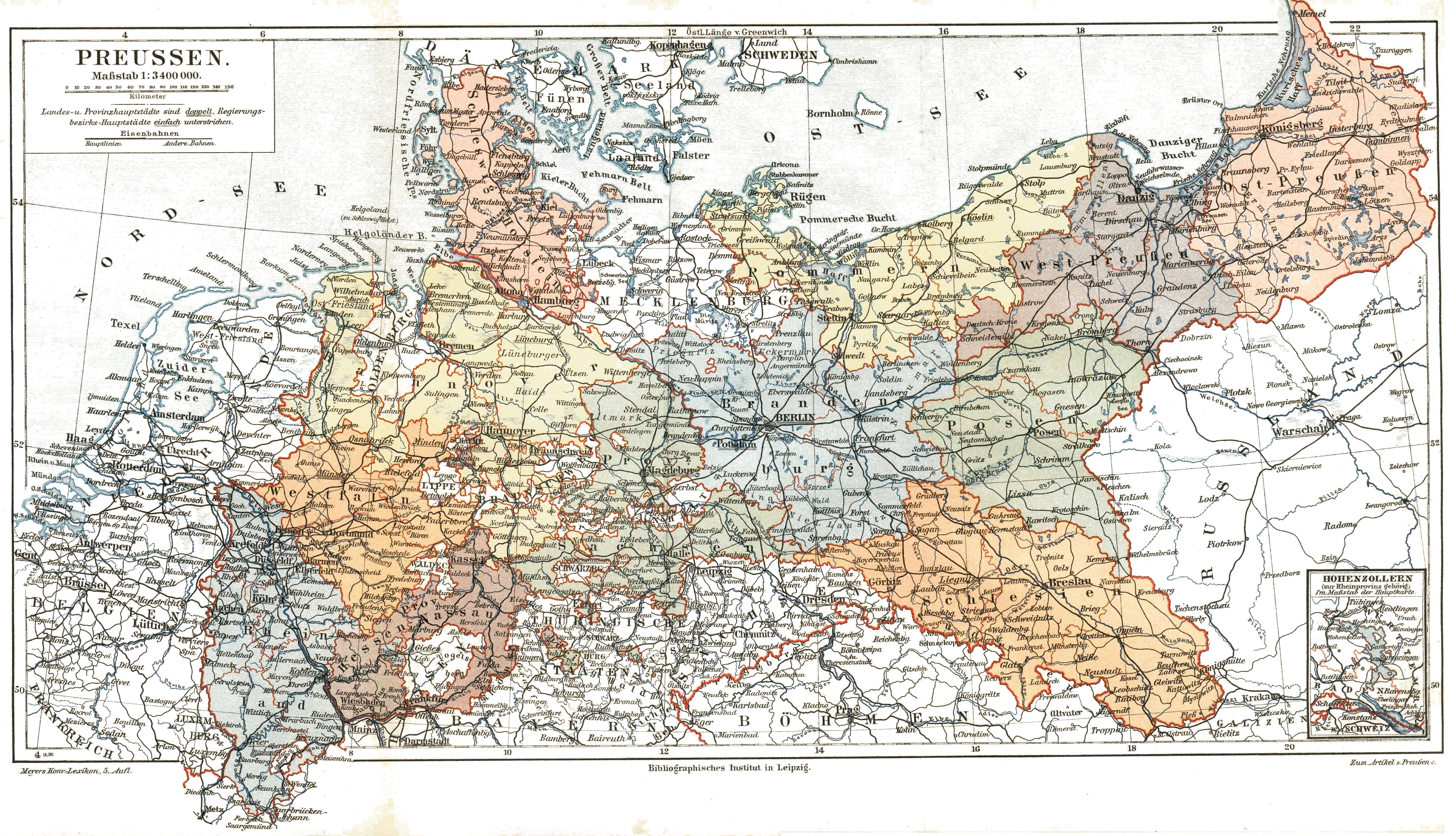
Las doce provincias prusianas en un mapa de 1896.

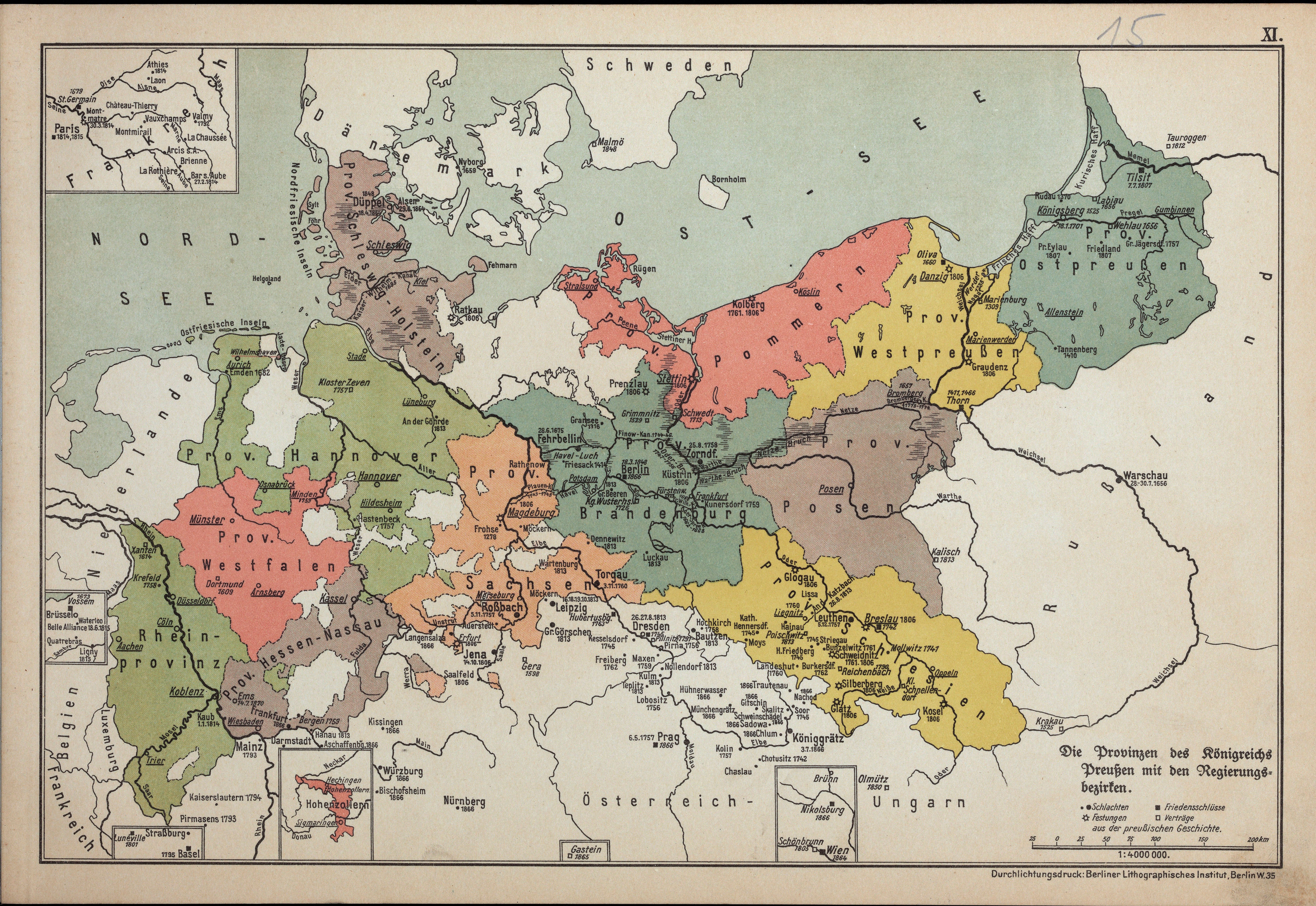
Las provincias prusianas en 1911.

Las provincias de Prusia (en alemán: Provinzen Preußens) fueron las principales divisiones administrativas de Prusia desde 1815 hasta 1946. El sistema de provincias de Prusia se introdujo en las Reformas de Stein-Hardenberg en 1815, y se organizaron principalmente a partir de ducados y regiones históricas. Las provincias se dividieron en varios regierungsbezirke, subdivididos en kreise (distritos), y luego en gemeinden (municipios) en el nivel más bajo.
Las provincias constituyeron el nivel más alto de administración en el Reino de Prusia y el Estado Libre de Prusia hasta 1933, cuando la Alemania nazi estableció el gobierno directo de facto sobre la política provincial, y fueron abolidas formalmente en 1946 después de la Segunda Guerra Mundial. Las provincias prusianas se convirtieron en la base de muchos estados federales de Alemania, y los estados de Brandeburgo, Baja Sajonia y Schleswig-Holstein son sucesores directos de las provincias.

## Historia
Tras la disolución del Sacro Imperio Romano Germánico en 1806 y el Congreso de Viena en 1815, los diferentes Estados principescos de Alemania ganaron nominalmente soberanía, pero el proceso de reunificación, que culminó con la creación del Imperio alemán en 1871, produjo un país constituido por varios Estados principescos dominados por uno de ellos, el Reino de Prusia. Las provincias de Prusia cubrían el 60 por ciento del territorio de lo que era el Reich alemán.

### Confederación Germánica

Provincias de Prusia en la Confederación Germánica, 1818.

La Confederación Germánica fue creada en el Congreso de Viena en 1815 y el Reino de Prusia fue uno de sus miembros hasta la disolución de la misma en 1866 tras la guerra austro-prusiana.
El estado prusiano fue inicialmente subdividido en diez provincias. El dirigente de cada provincia era conocido como oberpräsident (es decir, alto comisionado). El oberpräsident representaba al gobierno prusiano en la provincia, y su cargo consistía en la implementación y supervisión de las prerrogativas centrales del gobierno prusiano. Las provincias de Prusia se subdividieron en distritos gubernamentales (regierungsbezirke), sujetos al alto comisionado. En cuanto al autogobierno, cada provincia también tenía una dieta provincial (provinziallandtag en alemán), cuyos miembros eran elegidos en elección indirecta por los consejeros de condado y los concejales de las ciudades rurales constituyentes y ciudades independientes.
- Provincia de Brandeburgo.
- Provincia de Hannover, desde 1866.
- Provincia de Hesse-Nassau, desde 1866.
- Provincia de Hohenzollern (creada desde la anexión del Hohenzollern-Hechingen y Hohenzollern-Sigmaringen en 1850).
- Provincia de Pomerania.
- Provincia de Posen (creada a partir del Gran Ducado de Posen en 1848).
- Provincia de Prusia (creada de las provincias de Prusia Oriental y Prusia Occidental, 1824-1878).
- Provincia del Rin (creada de la provincias del Bajo Rin y de Jülich-Cléveris-Berg en 1822).
- Provincia de Sajonia.
- Provincia de Silesia.
- Provincia de Westfalia.

### Imperio alemán

Provincias de Prusia en el Imperio alemán, 1914.

Imperio alemán (1871-1918).
Prusia. Provincias:
1.-Brandeburgo, 2.-Prusia oriental, 3.-Hanóver, 4.-Hesse-Nassau, 5.-Hohenzollern, 6.-Holstein, 7.-Pomerania, 8.-Posen, 9.-Renania, 10.-Sajonia, 11.-Schweswig, 12.-Silesia, 13.-Prusia occidental, 14.-Westfalia
Otros estados del Imperio alémán.

El resultado de la guerra austro-prusiana puso fin a las aspiraciones de un gran estado unificado formado por todos los estados de habla alemana. En su lugar, se creó la Confederación Alemana del Norte bajo el liderazgo prusiano. Tras la guerra franco-prusiana y la incorporación de los estados sureños de Baviera, Baden y Wurtemberg a la confederación, se proclamó el Imperio alemán en 1871.
A partir de 1875 las provincias eran organismos que combinaban el autogobierno regional a través de representantes delegados de cada distrito rural y urbano (alemán: landkreis y stadtkreis), formando la dieta provincial (en alemán: provinziallandtag) con un mandato de 6 años, que elegía de entre ellos un jefe de esta autoadministración, el landesdirektor (con un mandato de 6 a 12 años), y un gobierno provincial (en alemán: provinzialausschuss, literalmente «comité provincial»), así como parte de la administración real prusiana general superior, supervisando - en una gama provincial: los municipios y condados autónomos, así como cada gobernación (en alemán: regierungsbezirk, meros órganos de supervisión del gobierno prusiano). A tal efecto, el respectivo ministro del interior prusiano nombró un altocomisionado (en alemán: oberpräsident) para cada provincia, que cumplió su tarea con la ayuda de un consejo provincial designado por el gobierno prusiano (en alemán: provinzialrat).
El territorio de Prusia se dividía, antes de la Primera Guerra Mundial, en 12 provincias; que a su vez, comprendían 37 distritos administrativos.
- Berlín (el 1 de abril de 1881 la ciudad fue segregada de la provincia de Brandeburgo. Consistiendo solo en la ciudad de Berlín su alcalde (en alemán: oberbürgermeister) cumplía las funciones, mediante unión personal, de landesdirektor, y el consejo de la ciudad las funciones de comité provincial. Cuando fue suprimida la función del alto comisionado, el gobierno de Prusia designó al jefe de la policía (en alemán: polizeipräsident).[1]
- Provincia de Brandeburgo (desde 1881 en adelante sin la ciudad de Berlín, pero las instituciones provinciales permanecieron residiendo en Berlín).
- Provincia de Hannover (constituida a partir del reino de Hannover, anexado en 1866).
- Provincia de Hesse-Nassau (constituida a partir de la Ciudad Libre de Fráncfort del Meno, el Electorado de Hesse, y el Ducado de Nassau, anexado en 1866).
- Provincia de Hohenzollern.
- Provincia de Prusia Occidental (recreada por la división de la provincia de Prusia en 1878).
- Provincia de Prusia Oriental (recreada mediante la división de la provincia de Prusia en 1878).
- Provincia de Pomerania.
- Provincia de Posen.
- Provincia del Rin.
- Provincia de Sajonia.
- Provincia de Schleswig-Holstein (anexado en 1866, en 1876 el ducado de Sajonia-Lauenburgo, con anterioridad un estado alemán independiente, unido a él).
- Provincia de Silesia.
- Provincia de Westfalia.

### República de Weimar

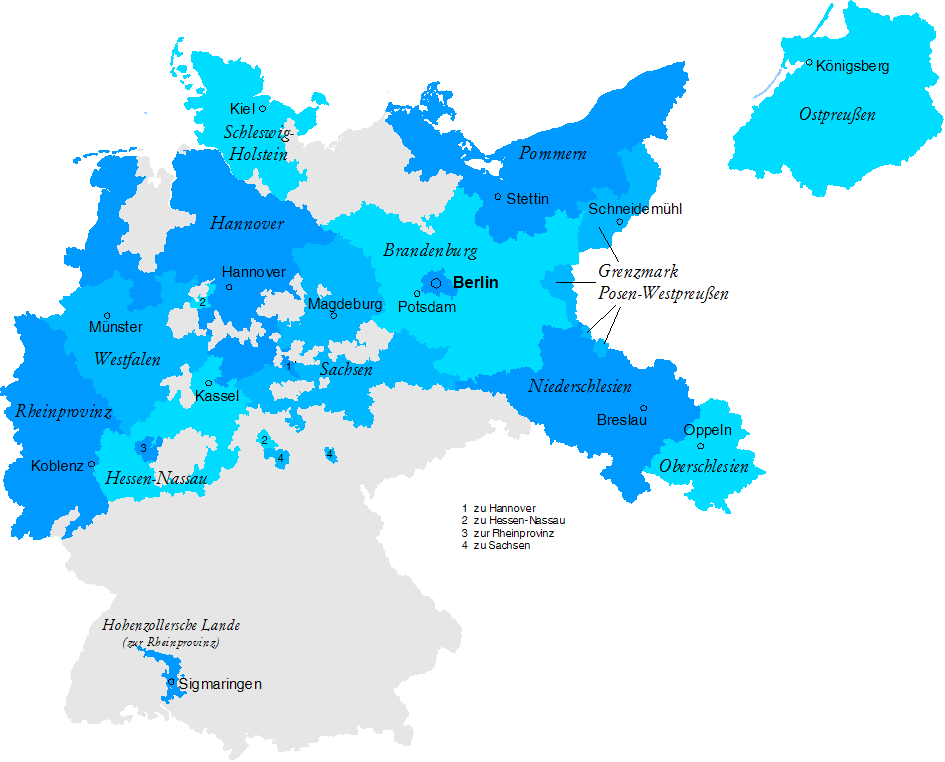
Provincias de Prusia en la República de Weimar, situación territorial entre 1922-1928.

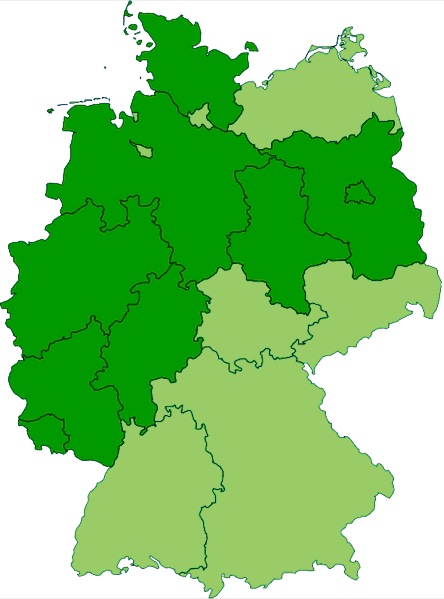
Mapa de los estados de Alemania que están completamente o parcialmente situados dentro de la antigua frontera del reino de Prusia dentro del Imperio alemán.

Después de la caída del Imperio alemán al finalizar la Primera Guerra Mundial, el Reino de Prusia se reconstituyó con un gobierno republicano y fue renombrado a Estado Libre de Prusia. El Estado Libre promovió la democratización de las provincias, los parlamentos provinciales (provinziallandtage) fueron elegidos en elecciones directas por los votantes, a diferencia de antes cuando los concejales electos elegían de entre ellos a los miembros de los parlamentos provinciales.
Prusia tuvo que ceder prácticamente todo el territorio perteneciente a las provincias de Posen y Prusia Occidental al recién creado estado de Polonia y al mandato de la Sociedad de Naciones de la Ciudad Libre de Danzig. Se habían cedido áreas más pequeñas a Bélgica (Cantones del Este, antes de Renania), Checoslovaquia (región de Hlučín, antes de Silesia), Dinamarca (Schleswig del Norte, antes de Schleswig-Holstein), el mandato de la Sociedad de Naciones del Territorio de Memel (antes de Prusia Oriental), Polonia (este de la Alta Silesia, antes de Silesia) y el territorio del Sarre bajo el mandato de la Sociedad de Naciones (antes de Renania).
Prusia y sus provincias siguieron existiendo formalmente incluso tras la llegada al poder del Partido Nacionalsocialista Obrero Alemán en 1933. Sin embargo, Prusia fue disuelta tras el fin de la Segunda Guerra Mundial, siendo abolida formalmente en febrero de 1947. Varias de sus provincias alcanzaron el rango de «Land» o se convirtieron en parte de otros estados de la posguerra en Alemania Oriental y Alemania Occidental.
- Berlín (en 1920 la ciudad fue considerablemente extendida (Ley prusiana del Gran Berlín) a expensas de Brandeburgo).
- Brandeburgo.
- Alta Silesia (parte de Silesia entre 1938 y 1941).
- Baja Silesia (parte de Silesia entre 1938 y 1941).
- Hannover (en 1921 Pyrmont, anteriormente un distrito del Estado Libre de Waldeck-Pyrmont, se unió a él).
- Hesse-Nassau (en 1929 el Estado Libre de Waldeck, anteriormente un estado independiente de Alemania, se unió a él).
- Hohenzollern.
- Pomerania.
- Prusia Oriental.
- Posen-Prusia Occidental (Creada en 1922 de partes de las provincias de Posen y Prusia Occidental que no habían sido cedidas a Polonia, la provincia fue disuelta en 1938 siendo su territorio principalmente incorporado a Pomerania, y dos exclaves a Brandeburgo y Silesia.)
- Rin.
- Sajonia.
- Schleswig-Holstein.
- Westfalia.

## Descripción de las provincias
| Mapa | Bandera | Provincia                          | Fundación              | Disolución            | Capital                                                   | Correspondencia antes de 1701 | Correspondencia después de 1918 | Correspondencia actual |
| --- | ------- | ---------------------------------- | ---------------------- | --------------------- | --------------------------------------------------------- | --- | --- | --- |
| |         | Provincia de Prusia Oriental       | 1772                   | 1945                  | Königsberg (actual Kaliningrado)                          | Ducado de Prusia Gran Ducado de Lituania Lituania Menor                                                                              | Provincia de Prusia Oriental Territorio de Memel | Voivodato de Varmia y Masuria Óblast de Kaliningrado Provincia de Klaipėda Provincia de Tauragė                                               |
| Prusia Oriental fue una provincia alemana, ahora extinta, que formó parte del Reino de Prusia de 1773 a 1824 y de 1878 a 1918, luego del Estado Libre de Prusia de 1919 a 1945. Ubicado junto al mar Báltico, entre el Vístula y el Niemen. |         |                                    |                        |                       |                                                           | | | |
| | ?       | Provincia de Prusia Meridional     | 1793                   | 1807                  | Poznań, Varsovia                                          | Voivodatos polacos de: Poznań Kalisz Gniezno Sieradz Łęczyca Brześć Kujawski Płock Rawa                                              | Ducado de Varsovia Voivodato de Poznań | Voivodatos polacos de: Gran Polonia Łódź Cuyavia y Pomerania Mazovia                                                                          |
| Provincia del Reino de Prusia que existió de 1793 a 1807, incluyendo las ciudades de Poznań y Varsovia. Se componía de territorios polacos anexionados durante la segunda y tercera particiones de Polonia. Durante la segunda partición de Polonia (1793), el rey de Polonia cedió al rey de Prusia las ciudades de Danzig y Thorn, la parte de la Gran Polonia situada al oeste de una línea determinada por el tratado, incluyendo los voivodatos de Gniezno, Poznań, Sieradz, Kalisz, Płock, Brzesc Kujawski, Inowrocław, la región de Dobrzyń y parte de los voivodatos de Cracovia, Rawa y Mazovia. Prusia Meridional limitaba, al oeste con la Nueva Marca (Neumark), al este con el Margraviato de Brandeburgo (Mark Brandenburg), al norte con el distrito de Netze (Netzedistrikt), al sur con Prusia Occidental. Después de la tercera partición de Polonia, las regiones de Dobrzyń y Płock, situados al noreste del Vístula, fueron transferidos a Nueva Prusia Oriental, mientras que Prusia Meridional se expandió desde el antiguo voivodato de Mazovia. Al sureste, el río Pilica es la frontera con la Pequeña Polonia que se atribuye a Austria. Al suroeste, Prusia Meridional colindaba con la provincia de Silesia y Nueva Silesia, una pequeña provincia que incluía el antiguo ducado de Siewierz. Varsovia se convirtió en la capital de la provincia en lugar de Poznań. |         |                                    |                        |                       |                                                           | | | |
| | ?       | Provincia de Nueva Prusia Oriental | 1795                   | 1807                  | Bialystok                                                 | Voivodato de Mazovia Voivodato de Podlaquia                                                                                          | Ducado de Varsovia Óblast de Belostok Voivodato de Płock | Podlaquia (POL) |
| Provincia del Reino de Prusia constituida en 1795 de territorios polacos anexados durante la tercera partición de Polonia (regiones de Bialystok y Płock); en 1807, de acuerdo con los tratados de Tilsit, los territorios de esta provincia fueron anexados al Gran Ducado de Varsovia y al Imperio ruso. |         |                                    |                        |                       |                                                           | | | |
| | ?       | Provincia de Nueva Silesia         | 1795                   | 1807                  | Siewierz                                                  | Pequeña Polonia | Ducado de Varsovia | Voivodato de Pequeña Polonia Voivodato de Silesia                                                                                             |
| Provincia del Reino de Prusia, creada en 1795 después de la tercera partición de Polonia, a partir de los territorios polacos de la región de la Pequeña Polonia. En 1795 los territorios polacos asignados a Prusia se dividieron en tres provincias: Nueva Prusia Oriental, Prusia del Sur (donde se encuentra Varsovia) y Nueva Silesia, la más pequeña (Silesia, anteriormente austriaca, ha sido prusiana desde 1742). En 1806 Prusia, miembro de la Cuarta Coalición, fue derrotada por Napoleón en Jena y Auerstädt, Berlín y Varsovia fueron ocupadas por el ejército francés. Los tratados de Tilsit (9 de julio de 1807) privó a Prusia de todos los territorios adquiridos en 1793 (segunda partición de Polonia) y 1795, atribuidos al ducado de Varsovia, un estado polaco creado bajo tutela francesa. El territorio de Nueva Silesia corresponde a la cuenca de Dabrowa alrededor de las fuentes del Warta, entre Cracovia y Częstochowa. La mayor parte provenía del ducado de Siewierz, posesión de los obispos de Cracovia, incorporado en 1790 a la República de las Dos Naciones; además, habían tierras situadas entre los ríos Przemsza Blanco (Biała Przemsza) y Negro (Czarna Przemsza) y al este del Warta. |         |                                    |                        |                       |                                                           | | | |
| |         | Provincia de Prusia Occidental     | 1815                   | 1920                  | Danzig (actual Gdańsk)                                    | Prusia Real Ducado de Prusia República de Danzig                                                                                     | Provincia de Prusia Occidental Ciudad Libre de Danzig | Voivodatos polacos de: Pomerania Occidental Varmia y Masuria Cuyavia y Pomerania                                                              |
| Provincia del Reino de Prusia, situada en el mar Báltico, establecida en 1773 después de la primera partición de Polonia, en el territorio de la Prusia Real. Su capital era Danzig. Existió hasta 1824, cuando se fusionó con Prusia Oriental para formar la provincia de Prusia; se reestableció en 1878 y desapareció en 1920 de acuerdo con las estipulaciones del tratado de Versalles. Después de la Primera Guerra Mundial, el tratado de Versalles desmanteló la provincia creando el corredor de Danzig asignado a Polonia y convirtiendo a esta en una Ciudad libre. El Vístula se convirtió en la frontera entre Alemania y Polonia. Los territorios de las provincias de Prusia Occidental y Posnania que no pasaron a Polonia constituyeron entonces una nueva provincia, llamada Posnania-Prusia Occidental. Prusia Oriental, que siguió siendo alemana, quedó aislada del resto del país por el corredor. Después de la Segunda Guerra Mundial, todo el territorio de la antigua provincia quedó adscrito a Polonia y, desde 1998, se concentra en el voivodato de Pomerania. |         |                                    |                        |                       |                                                           | | | |
| |         | Provincia del Gran Ducado de Posen | 1815                   | 1848                  | Posen (actual Poznań)                                     | Ducado de Varsovia | Provincia de Posen | Voivodato de Gran Polonia |
| El gran ducado fue creado en 1815 a partir de la mayoría de los territorios de la provincia histórica de la Gran Polonia, anteriormente bajo el ducado de Varsovia, retrocedidos (los territorios del ducado de Varsovia habían sido prusianos de 1795 a 1807, tras la tercera partición de Polonia) en el Congreso de Viena a Prusia, mientras que el resto del ducado se convierte en el Reino de Polonia transferido al zar Alejandro I. El gran ducado se formó así a partir de la parte occidental del ducado de Varsovia (los departamentos de Poznań, Bydgoszcz, y parte del de Kalisz). Los términos del tratado de Viena proporcionaron a los polacos una garantía de autogobierno y libre desarrollo. En 1817, Chełmno (Kulm en alemán) fue separado del gran ducado y unido a la provincia de Prusia Occidental. |         |                                    |                        |                       |                                                           | | | |
| |         | Provincia de Brandeburgo           | 1815                   | 25 de febrero de 1947 | Potsdam, Berlín (1827-1843)                               | Nueva Marca Gran Ducado de Posen Reino de Sajonia (Baja Lusacia)                                                                     | Provincia de Brandeburgo | Brandeburgo Berlín Voivodato de Lubusz |
| La provincia de Brandeburgo comprendía: - La parte de la antigua Marca Electoral permaneció prusiana después del tratado firmado en Tilsit el 9 de julio de 1807; - La mayor parte de la Nueva Marca; - Los territorios adquiridos del Reino de Sajonia por el tratado firmado en Viena el 18 de mayo de 1815: ex margraviato de la Baja Lusacia, bailiazgos de Belzig, Finsterwalde, Senftenberg, Dahme, Jüterbog, el antiguo principado de Sajonia-Querfurt del círculo de Turingia; - Partes del Gran Ducado de Posen. La Antigua Marca, parte de la antigua Marca Electoral, cedida al Reino de Westfalia por los tratados de Tilsit, y recuperada por el acta final del Congreso de Viena del 9 de junio de 1815, se incorpora a la provincia de Sajonia. La parte del antiguo margraviato de la Alta Lusacia, cedida por el Reino de Sajonia por el tratado de Viena del 18 de mayo de 1815, se incorporó a la provincia de Silesia. La provincia de Brandeburgo se dividía en dos distritos: - El distrito de Marca de Brandeburgo, cuya ciudad principal es Potsdam; - El distrito de Nueva Marca y Lusacia, cuya ciudad principal es Frankfurt del Oder. El 1 de marzo de 1816, se creó el distrito de Berlín. Su territorio incluyó la ciudad de Berlín. El 1 de enero de 1822, el distrito de Berlín fue suprimido y su territorio se incorporó al de Potsdam. La ley del 27 de abril de 1920 sobre la formación del nuevo municipio de Berlín creó el Gran Berlín, mediante la incorporación en el Viejo Berlín de las siete ciudades de Charlottenburg, Köpenick, Lichtenberg, Neukölln, Schöneberg, Spandau, Wilmersdorf así como cincuenta y nueve comunas rurales y veintisiete territorios federales. Se hizo del Gran Berlín una entidad separada de la provincia de Brandeburgo. La Constitución del Estado Libre de Prusia confirmó el Gran Berlín. El 1 de octubre de 1938, la provincia de Posen-Prusia Occidental se dividió entre las provincias de Brandeburgo, Pomerania y Silesia. El 21 de marzo de 1939, la provincia de Brandeburgo pasó a llamarse marca de Brandeburgo. El 25 de febrero de 1947, por la ley n.º 46, los Aliados pusieron fin formalmente al Estado Libre de Prusia. Todas las provincias pasaron luego a administración aliada. |         |                                    |                        |                       |                                                           | | | |
| |         | Provincia de Pomerania             | 1815                   | 1945                  | Stettin (actual Szczecin)                                 | Ducado de Pomerania Pomerania sueca                                                                                                  | Provincia de Pomerania | Voivodatos polacos de: Voivodato de Pomerania Pomerania Occidental Estado de Mecklemburgo-Pomerania Occidental                                |
| Antigua provincia (1815-1945) del Reino de Prusia (1815-1918), luego del Estado Libre de Prusia (1919-1945). Fue creada a partir de Pomerania Central, Pomerania Occidental meridional y la Pomerania sueca. Fue construido en el territorio del antiguo ducado de Pomerania, dividido entre Brandeburgo-Prusia y Suecia. |         |                                    |                        |                       |                                                           | | | |
| | ?       | Provincia del Bajo Rin             | 1815                   | 1822                  | Coblenza                                                  | Electorado de Tréveris Ciudad Libre de Aquisgrán Electorado del Palatinado Ducado de Luxemburgo Ducado de Limburgo Cantón de Malmedy | Provincia de Renania | Estados alemanes de: Renania-Palatinado Baja Sajonia Renania del Norte-Westfalia (distrito de Colonia) Sarre                                  |
| La provincia fue creada en 1815 tras la caída del Imperio napoleónico y disuelta en 1822. |         |                                    |                        |                       |                                                           | | | |
| |         | Provincia de Jülich-Cléveris-Berg  | 1815                   | 27 de junio de 1822   | Colonia                                                   | Ducado de Juliers Ducado de Cléveris Ducado de Berg Departamento del Roer                                                            | Provincia de Renania | Renania del Norte-Westfalia (distritos de Düsseldorf y Colonia)                                                                               |
| Creada en 1815 tras la caída del Imperio napoleónico, la provincia de Jülich-Cléveris-Berg, con Colonia como su capital, cubría esencialmente los siguientes territorios: - La mayor parte del ducado de Jülich. - El ducado de Cléveris (antes de las conquistas napoleónicas, el ducado de Cléveris había sido parte del estado prusiano desde 1609). - El ducado de Berg. El 22 de junio de 1822 esta provincia se fusionó con el Gran Ducado del Bajo Rin para formar la Provincia de Renania. |         |                                    |                        |                       |                                                           | | | |
| |         | Provincia de Silesia               | 1815                   | 1945                  | Breslau (actual Breslavia)                                | Silesia austríaca Reino de Sajonia (Alta Lusacia)                                                                                    | Voivodato de Silesia Provincia de Baja Silesia Provincia de Alta Silesia Región de Hlučín                                                                                     | Voivodatos polacos de: Silesia Baja Silesia Opole Lubusz Estados alemanes de: Sajonia Brandeburgo Distrito de Opava Región de Moravia-Silesia |
| La Silesia prusiana correspondió a la parte del antiguo ducado de Silesia cedida al rey de Prusia Federico II como príncipe-elector de Brandeburgo, por la archiduquesa de Austria y emperatriz consorte del Sacro Imperio Romano Germánico, María Teresa, como reina de Bohemia después de la primera guerra de Silesia, por la paz preliminar de Breslau del 11 de junio de 1742 y confirmada por el tratado de paz final de Berlín del 28 de julio siguiente, y delimitada por el receso de Ratibor del 6 de diciembre siguiente. La cesión fue confirmada después de la segunda guerra de Silesia por la paz de Dresde del 25 de diciembre de 1745 y, después de la tercera guerra de Silesia y la guerra de los Siete Años, por el tratado de Hubertusburgo del 15 de febrero de 1763. La provincia de Silesia fue creada por la ley del 30 de abril de 1815, que la dividió en cuatro distritos: - Baja Silesia (Liegnitz/Legnica). - Media Silesia (Breslau/Breslavia). - Alta Silesia (Opole). - Montañas de Silesia (Reichenbach/Dzierżoniów). El 14 de octubre de 1919 la Asamblea Constituyente del Estado Libre de Prusia aprobó una ley que establecía el distrito de Oppeln como una provincia y así dividiendo la provincia de Silesia en dos provincias separadas: - Provincia de Alta Silesia, que comprendía solo el distrito de Oppeln (Opole). - Provincia de Baja Silesia, que comprendía los distritos de Breslau (Breslavia) y Liegnitz (Legnica). |         |                                    |                        |                       |                                                           | | | |
| |         | Provincia de Sajonia               | 1815                   | 1944                  | Magdeburgo                                                | Reino de Sajonia Ducado de Magdeburgo Electorado de Maguncia Estado Libre de Anhalt                                                  | Provincia de Sajonia | Sajonia-Anhalt Turingia Brandeburgo Sajonia                                                                                                   |
| La provincia fue creada por el Reino de Prusia en 1816 sobre los siguientes territorios: - El antiguo ducado de Magdeburgo y principado de Halberstadt, que formó parte del Reino de Westfalia de 1807 a 1813. - Partes de la marca de Brandeburgo, situadas al oeste del Elba como el Altmark. - Los territorios ganados al Reino de Sajonia después de la batalla de Leipzig en 1813 (ciudades y territorios circundantes de Wittemberg, Merseburg, Naumburgo, Mansfeld, Querfurt y condado de Henneberg). - El territorio dado a Prusia después de la caída del Imperio napoléonico: las tierras alrededor de Erfurt (anteriormente directamente subordinadas alemperador francés como principado de Erfurt), Eichsfeld (anteriormente perteneciente al arzobispado de Maguncia) y las antiguas ciudades imperiales de Mühlhausen y Nordhausen. Tras la disolución del Reino de Prusia, la provincia de Sajonia se convirtió en parte del Estado Libre de Prusia. El 1 de julio de 1944, la provincia de Sajonia se subdividió en tres regiones: - El principado de Erfurt es dado al Estado Libre de Turingia. - La provincia de Magdeburgo, constituida a partir del distrito de Magdeburgo. - La provincia de Halle-Merseburgo. |         |                                    |                        |                       |                                                           | | | |
| |         | Provincia de Westfalia             | 1815                   | 23 de agosto de 1946  | Münster                                                   | Ducado de Westfalia (Principado episcopal de Münster, condados de La Marck y Ravensberg, principados de Minden, Paderborn y Hagen)   | Provincia de Westfalia | Renania del Norte-Westfalia (Münster, distritos de La Marck, Arnsberg, Detmold y Lippe)                                                       |
| Prusia tenía parte de este país en 1613, pero la guerra de 1806 y 1807 (seguida por la Paz de Tilsit) hizo que lo perdiera. Después de la batalla de Leipzig Prusia la ocupó y la incorporó a su territorio tras el Congreso de Viena. Abarcaba los siguientes territorios: el ducado de Westfalia, principados de Minden, Paderborn, Corvey, Siegen, Münster; los condados de Tecklenburg, Lingen, Ravensberg, La Marck; la ciudad libre de Dortmund; la bailía de Reckenberg. |         |                                    |                        |                       |                                                           | | | |
| |         | Provincia de Renania               | 27 de junio de 1822    | 1945                  | Coblenza                                                  | Provincia del Bajo Rin Provincia de Jülich-Cléveris-Berg                                                                             | Provincia de Renania Territorio de la Cuenca del Sarre Cantones del Este | Renania del Norte-Westfalia Renania-Palatinado Sarre Cantones del Este                                                                        |
| Formada en 1822 a partir del antiguo Gran Ducado del Bajo Rin y la provincia de Jülich-Cléveris-Berg. Bajo el primer Imperio, formó los departamentos de Sarre, Rhin-et-Moselle, Roer y la mayor parte del Gran Ducado de Berg. Fue la región minera e industrial más importante del Imperio alemán, gracias a las minas de carbón y hierro del Ruhr. Bajo la República de Weimar, la Renania continuó siendo una provincia del Estado Libre de Prusia, a su vez una tierra alemana. Sin embargo, en 1920, la cuenca del Sarre (distrito de Tréveris) y los cantones de Eupen y Malmedy se separaron. Un movimiento a favor de la autonomía de Prusia (Adenauer) fue reemplazado por otro más a favor de una secesión de una República Renana de Alemania. Finalmente fue dividida en dos por los aliados en 1946: la parte norte, en la zona de ocupación británica, se unió a Westfalia para formar el nuevo estado de Renania del Norte-Westfalia, mientras que la parte sur, en la zona de ocupación francesa, se asoció el 30 de agosto de 1946 con el Palatinado Renano y el Hesse Renano para formar el estado de Renania-Palatinado. |         |                                    |                        |                       |                                                           | | | |
| |         | Provincia de Prusia                | 3 de diciembre de 1829 | 1 de abril de 1878    | Königsberg (actual Kaliningrado)                          | Provincia de Prusia Oriental Provincia de Prusia Occidental                                                                          | Provincia de Prusia Oriental Provincia de Prusia Occidental Territorio de Memel                                                                                               | Voivodato de Pomerania Occidental Voivodato de Varmia y Masuria Óblast de Kaliningrado Provincia de Klaipėda Provincia de Tauragė             |
| Formado a partir de las provincias de Prusia Oriental y Prusia Occidental. |         |                                    |                        |                       |                                                           | | | |
| |         | Provincia de Posen                 | 1848                   | 1919                  | Posen (actual Poznań)                                     | Provincia del Gran Ducado de Posen                                                                                                   | Posnania-Prusia Occidental Voivodato de Poznań | Voivodato de Gran Polonia |
| Durante la primera partición de Polonia (1772), Prusia anexionó el norte hasta el Netze, dando lugar al distrito de Netze destinado a la colonización. Durante la segunda partición de Polonia (1793), Prusia se anexionó el resto del país, así como otros territorios de Polonia que formaron la provincia de Prusia Meridional. Tras la derrota de Prusia contra la Francia de Napoleón I, los territorios anexionados fueron transferidos, según los términos de los tratados de Tilsit (1807) casi en su totalidad al ducado de Varsovia. Como parte de la recomposición del paisaje alemán después de la caída del Imperio napoleónico, los coalicionistas propusieron a Prusia en el Congreso de Viena (1815) recuperar parte de la Gran Polonia y así revivir la provincia prusiana de Posen. El noroeste del antiguo distrito de Netze, agrupado alrededor de Deutsch Krone y Flatow, seguía siendo parte de la provincia de Prusia Occidental, a la que había estado unida desde 1807. Hasta 1920, la división se mantuvo en dos regiones administrativas: la región de Posen y la de Bromberg, que más tarde se convirtió en ciudad-distrito y distrito. |         |                                    |                        |                       |                                                           | | | |
| |         | Provincia de Hohenzollern          | 6 de abril de 1850     | 25 de febrero de 1947 | Sigmaringen                                               | Principado de Hohenzollern-Sigmaringen Principado de Hohenzollern-Hechingen                                                          | Provincia de Hohenzollern | Baden-Wurtemberg |
| El país de Hohenzollern fue creado en 1850 por la fusión de los principados de Hohenzollern-Sigmaringen (cedido por Carlos Antonio de Hohenzollern-Sigmaringen) y Hohenzollern-Hechingen (cedido por Constantino de Hohenzollern-Hechingen) después de que estos dos estados independientes hubieran sido anexionados por Prusia. Hohenzollern fue dirigido por la rama protestante de la familia Hohenzollern. |         |                                    |                        |                       |                                                           | | | |
| |         | Provincia de Hannover              | 1866                   | 1946                  | Hannover                                                  | Reino de Hannover | Provincia de Hannover | Baja Sajonia |
| El Reino de Hannover fue anexionado por Prusia en 1866. En 1946, con la creación de los actuales estados, la administración británica unificó la provincia de Hannover con los estados de Brunswick, Oldemburgo y Schaumburg-Lippe para formar el estado de Baja Sajonia. |         |                                    |                        |                       |                                                           | | | |
| |         | Provincia de Schleswig-Holstein    | 12 de febrero de 1867  | 23 de agosto de 1946  | Kiel (1866-1879), Schleswig (1879-1917), Kiel (1917-1946) | Ducado de Schleswig Ducado de Holstein Ducado de Sajonia-Lauenburgo Ciudad Libre de Lübeck Principado de Lübeck                      | Jutlandia Meridional (Aabenraa, Altona, Haderslev, Tønder, Wandsbek, Hadersleben, Apenrade, Sønderborg) Provincia de Schleswig-Holstein Estado Libre de Mecklemburgo-Schwerin | Dinamarca Meridional (comunas de Tønder, Hadersleben, Apenrade y Sonderburg) Mecklemburgo-Pomerania Occidental Schleswig-Holstein             |
| En 1864 la Convención de Gastein puso fin a la guerra de los Ducados. Dinamarca se vio obligada a ceder estos dos territorios a Austria y Prusia. Los prusianos administraron Schleswig, mientras que los austriacos luego administraron Holstein. En 1866, Bismarck, el primer ministro prusiano, denunció la mala gestión austriaca en el ducado de Holstein. Estalló la guerra austro-prusiana y la victoria en Sadowa excluyó definitivamente a los austriacos de la Confederación Germánica. Schleswig y Holstein fueron anexados a Prusia en 1867 y así la provincia fue creada. El ducado de Lauenburgo, que desde 1865 tenía una unión personal con el rey de Prusia, se unió a su vez a la provincia en 1876. |         |                                    |                        |                       |                                                           | | | |
| |         | Provincia de Hesse-Nassau          | 7 de febrero de 1868   | 1 de abril de 1944    | Kassel                                                    | Electorado de Hesse Ducado de Nassau Ciudad Libre de Fráncfort Gran Ducado de Hesse Reino de Baviera                                 | Provincia de Hesse-Nassau Estado Libre de Baviera | Hesse Renania-Palatinado Turingia Baviera |
| En 1868, dos años después de la guerra austro-prusiana, Hesse-Nassau se convirtió en una provincia del Reino de Prusia a partir del electorado de Hesse, el ducado de Nassau, la Ciudad Libre de Fráncfort, y regiones conquistadas por el Reino de Baviera y el Gran Ducado de Hesse. |         |                                    |                        |                       |                                                           | | | |
| |         | Ciudad Libre de Berlín             | 1 de abril de 1881     | 25 de febrero de 1947 | Berlín                                                    | Berlín | Berlín | Berlín |
| Después del 1 de abril de 1881, Berlín se convirtió en una ciudad-distrito (Stadtkreis) distinto de Brandeburgo. |         |                                    |                        |                       |                                                           | | | |
| |         | Principado de Neuchâtel            | 1707/1814              | 1 de marzo de 1848    | Neuchâtel                                                 | Principado de Neuchâtel | Cantón de Neuchâtel | Cantón de Neuchâtel |
| A la muerte en 1707 de María de Nemours, los neuchatelenses eligieron como señor al rey de Prusia. En 1806 Napoleón I, después de haber obtenido Neuchâtel por un intercambio con el rey de Prusia, entregó el principado al mariscal Louis-Alexandre Berthier. En 1814 el rey de Prusia recuperó oficialmente la posesión del principado. Neuchâtel fue recibido en la Confederación Suiza con plena igualdad de derechos. El Principado de Neuchâtel accedió al Pacto Federal en 1814 y el Acta Final del Congreso de Viena lo ratificó y reconoció al rey de Prusia como príncipe de Neuchâtel y a este último como cantón suizo. Fue sólo con la revolución del 1 de marzo de 1848 que Neuchâtel perdió su estatus de principado a favor de una república, plenamente integrada en la Suiza moderna. Cortó lazos con la monarquía prusiana, que no tomó nota de esto al menos de hecho, porque el tratado de 1814 no había sido revocado oficialmente. En 1856, tras el caso Neuchâtel, un intento de golpe de Estado monárquico en el que el rey de Prusia amenazó con tomar las armas contra Neuchâtel y que terminó con la detención de los golpistas, los líderes europeos liderados por Napoleón III, reacios a ver a las tropas prusianas cruzar el Rin, tuvieron éxito en la mediación que le quitó todo el derecho al rey de Prusia sobre Neuchâtel y concedió definitivamente el estatus de país neutral a Suiza. A partir del 2 de marzo de 1848, día de la proclamación de la república, se puede decir que a excepción de este asunto, la historia de Neuchâtel se funde con la de Suiza. |         |                                    |                        |                       |                                                           | | | |